# El Palomo
El Palomo är en ort i Mexiko.   Den ligger i kommunen Actopan och delstaten Hidalgo, i den sydöstra delen av landet, 90 km norr om huvudstaden Mexico City. El Palomo ligger 1 992 meter över havet och antalet invånare är 452.
Terrängen runt El Palomo är kuperad åt sydost, men åt nordväst är den platt. Runt El Palomo är det ganska tätbefolkat, med 90 invånare per kvadratkilometer. Närmaste större samhälle är Actopan, 2,5 km norr om El Palomo. Omgivningarna runt El Palomo är i huvudsak ett öppet busklandskap.